# Livingston-sziget

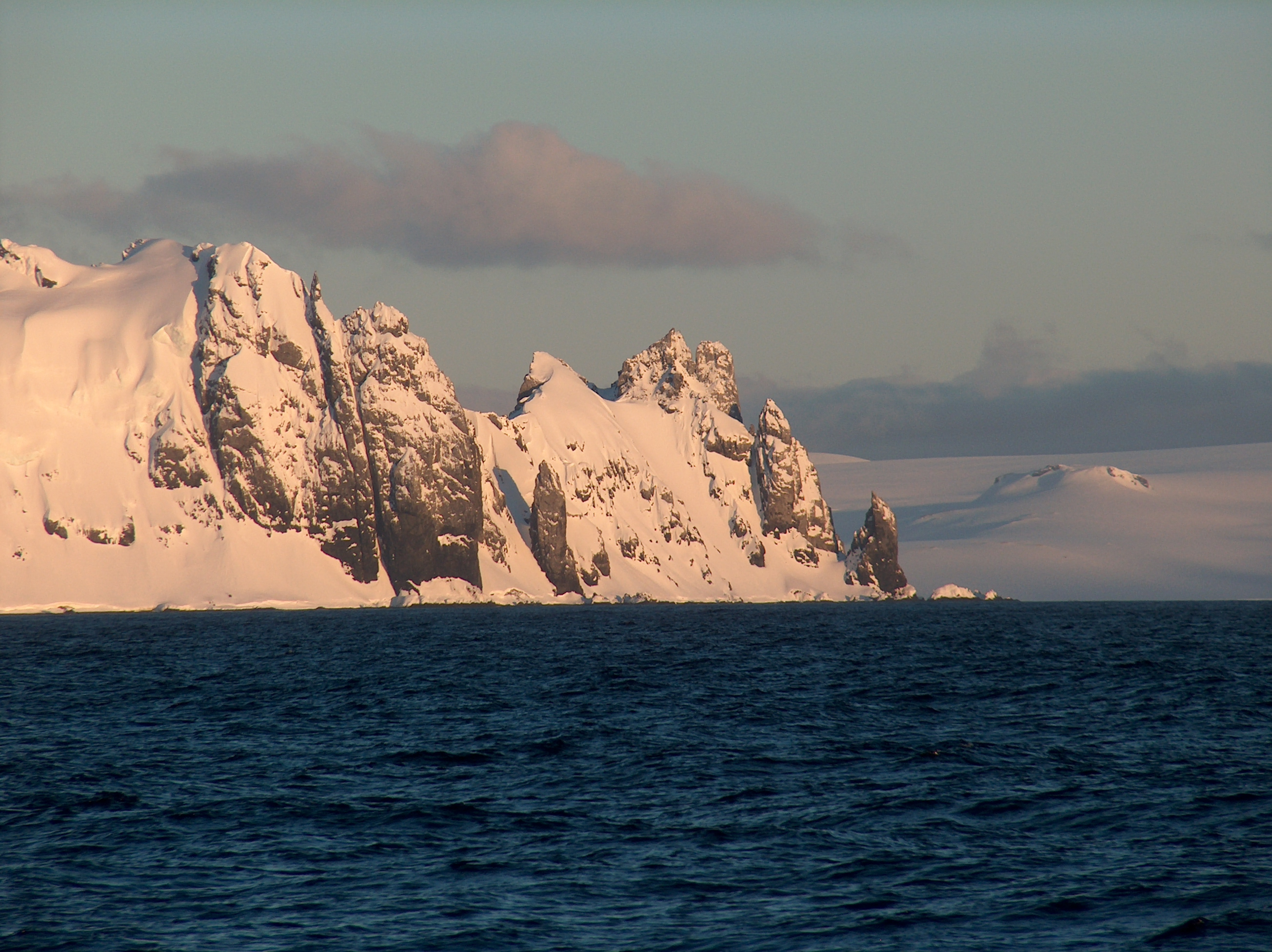
Renier-csúcs

A Livingston-sziget (oroszul: Szmolenszk) a Nyugat-Antarktiszhoz tartozó Déli-Shetland-szigetek részét képező egyik sziget, a Greenwich-sziget és a Hó-sziget között. A szigetet 1819 óta ismerik, és az ismeretlen eredetű Livingston nevet 1820 óta nemzetközileg elfogadottan használják.

## Földrajz
Livingstont a Déli-óceán veszi körül, az Antarktiszon fekvő Cape Roquemaureltől 110 km-re északnyugatra, a dél-amerikai Horn-foktól 830 km-re dél–délkeletre, Dél-Amerika legdélebbi pontjától, a Diego Ramirez-szigetektől 820 km-re délkeletre, a Falkland-szigetektől 1000 km-re délre, a Déli-Georgia-szigettől 1600 km-re délkeletre, a Déli-sarktól pedig 3000 km-re van.
A sziget a Dél-Shetland-szigetcsoport része. Ez egy kelet-északkelet–nyugat-délnyugati irányban 500 km kiterjedésű szigetláncolat. Az Antarktisz-félszigettől a Bransfield-szoros, Dél-Amerikától pedig a Drake-átjáró választja el. A Dél-Shetland-szigetek teljes területe 3687 km², s főbb szigetei keletről nyugatra a Clarence-sziget, az Elefánt-sziget, a György király-sziget, a Nelson-sziget, a Robert-sziget, a Greenwich-sziget, a Livingston-sziget, a Csalódás-sziget, a Hó-sziget, az Alacsony-sziget, a Smith-sziget, valamint számos kisebb szigetecske és szikla.
Livingstont az északabbra fekvő Greenwich-szigettől a McFarlane-szoros, a nyugat-délnyugati Hó-szigettől pedig a Morton-szoros választja el. A Livingston Barnard-csúcsától alig 18 km-re délkeletre lévő Csalódás-sziget egy vulkán, melynek kalderája a Neptunusz fújtatója néven ismert szűk átjárón keresztül közelíthető meg; a kalderában található Port Foster védett kikötője.
A sziget a nyugati Start-csúcstól a keleti Reiner-csúcsig 73 km hosszú, szélessége változó, a Déli-öböl és a Hős-öböl között a sziget összeszűkült részén 5 km, míg a sziget déli részén fekvő Botev-csúcs és az északi Vilmos-csúcs között 34 km. Teljes területe 974 km². A sziget körüli vízben számos szigetecske és szikla van, jellemzően a szigettől északra. Ezek közül a nagyobbak a Byers-félsziget melletti Rugged-sziget, a Hold-öbölben lévő Félhold-sziget és a Hős-öbölben a Pusztulás-sziget.
Az utóbbi évtizedben egyre inkább visszahúzódó jégsziklák miatt egyre több a tengerpartot kialakító kis öböl, tengerparti rész és csúcs látszódik. Elszigetelt foltok kivételével az egész felszínt jégpáncél borítja. Néhány helyen gleccserszakadékokkal van tarkítva, a középső és nyugati területekre a jégkupolák és a fennsíkok jellemzőek, míg a keleti, sokkal inkább hegyvidéki Livingstone-on gleccservölgyek teszik a tájat még változatosabbá. A sziget gleccserképződményein szembeötlők a szomszédos Csalódás-sziget vulkánjáról ideáramló hamuból kialakult rétegek.

## Térkép
- L.L. Ivanov. Antarctica: Livingston Island and Greenwich, Robert, Snow and Smith Islands. Scale 1:120000 topographic map. Troyan: Manfred Wörner Foundation, 2009. ISBN 978-954-92032-6-4
- L.L. Ivanov. Antarctica: Livingston Island and Smith Island. Scale 1:120000 topographic map. Manfred Wörner Foundation, 2017. ISBN 978-619-90008-3-0

## Galéria

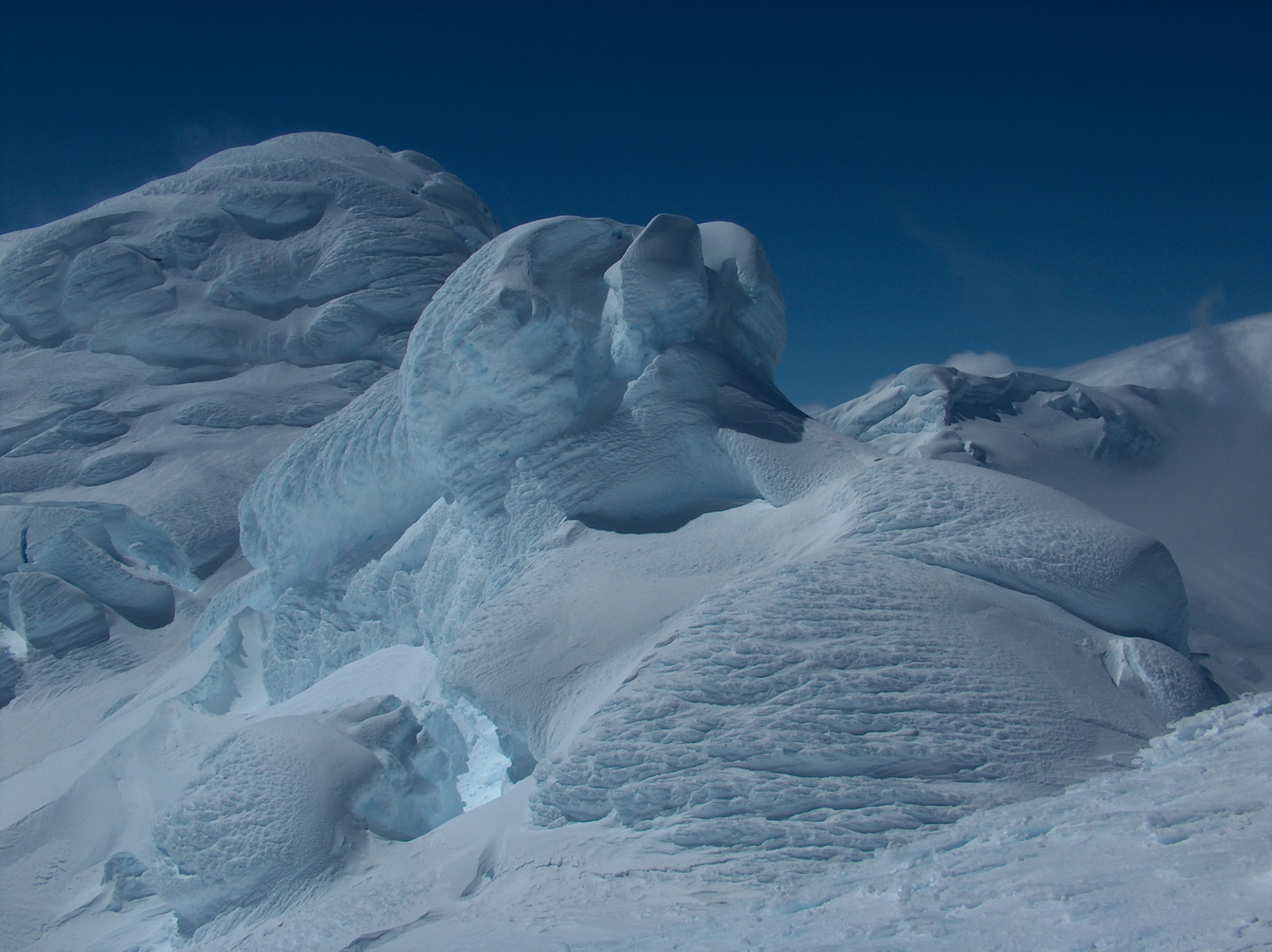
A Szfinx
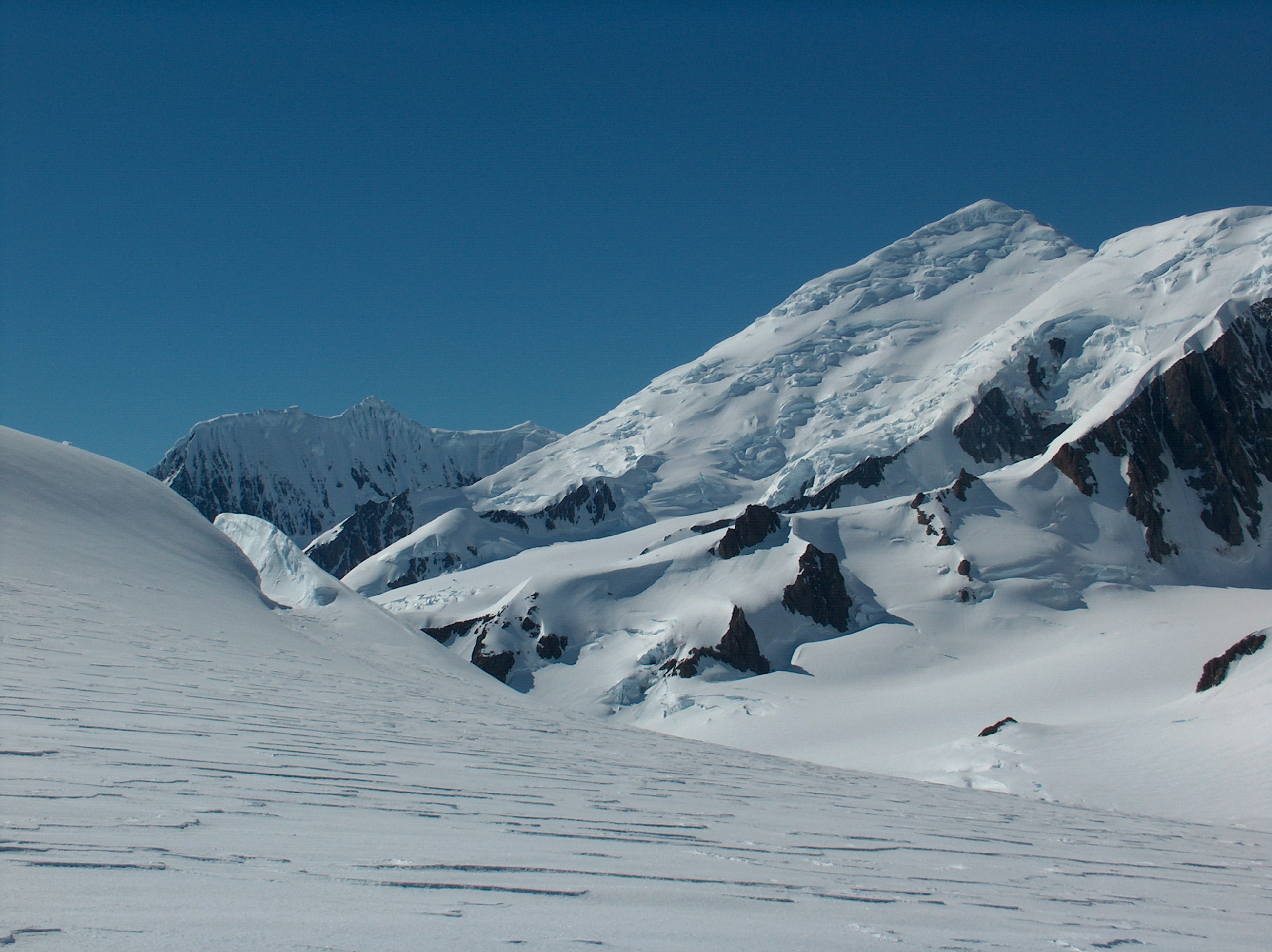
Tangra-hegység
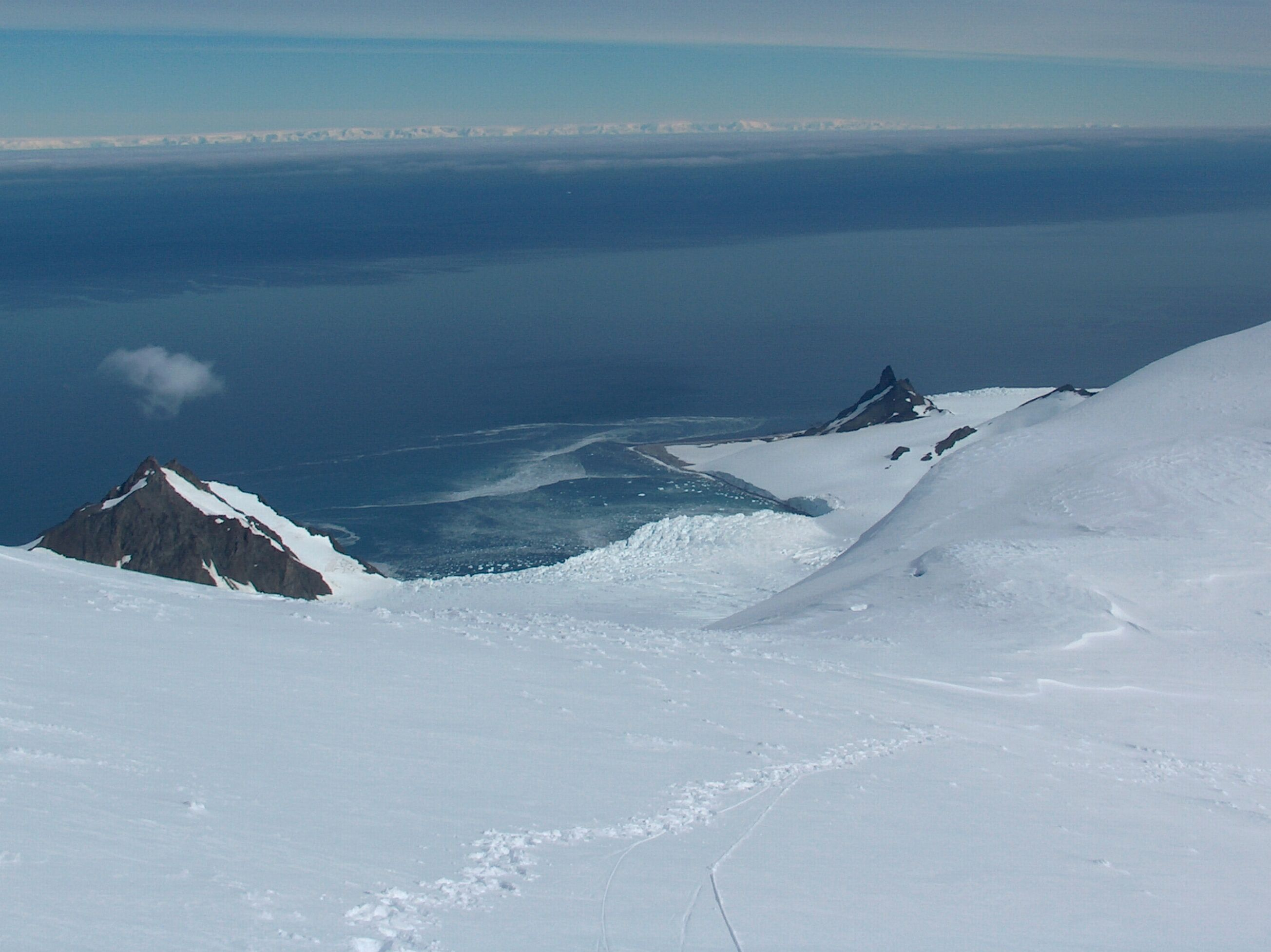
A Bransfield-szoros Livingstonról nézve
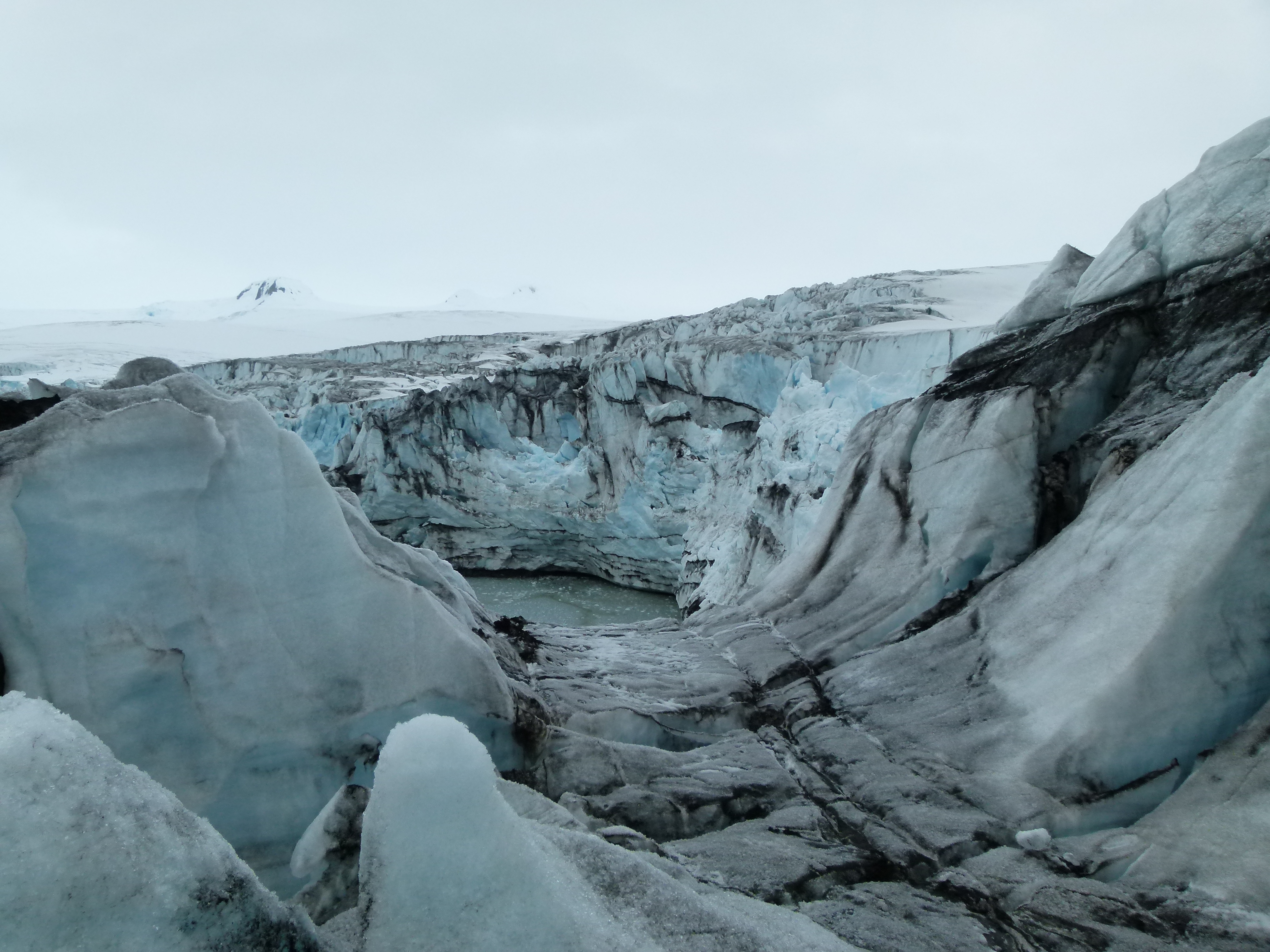
Perunika Glacier
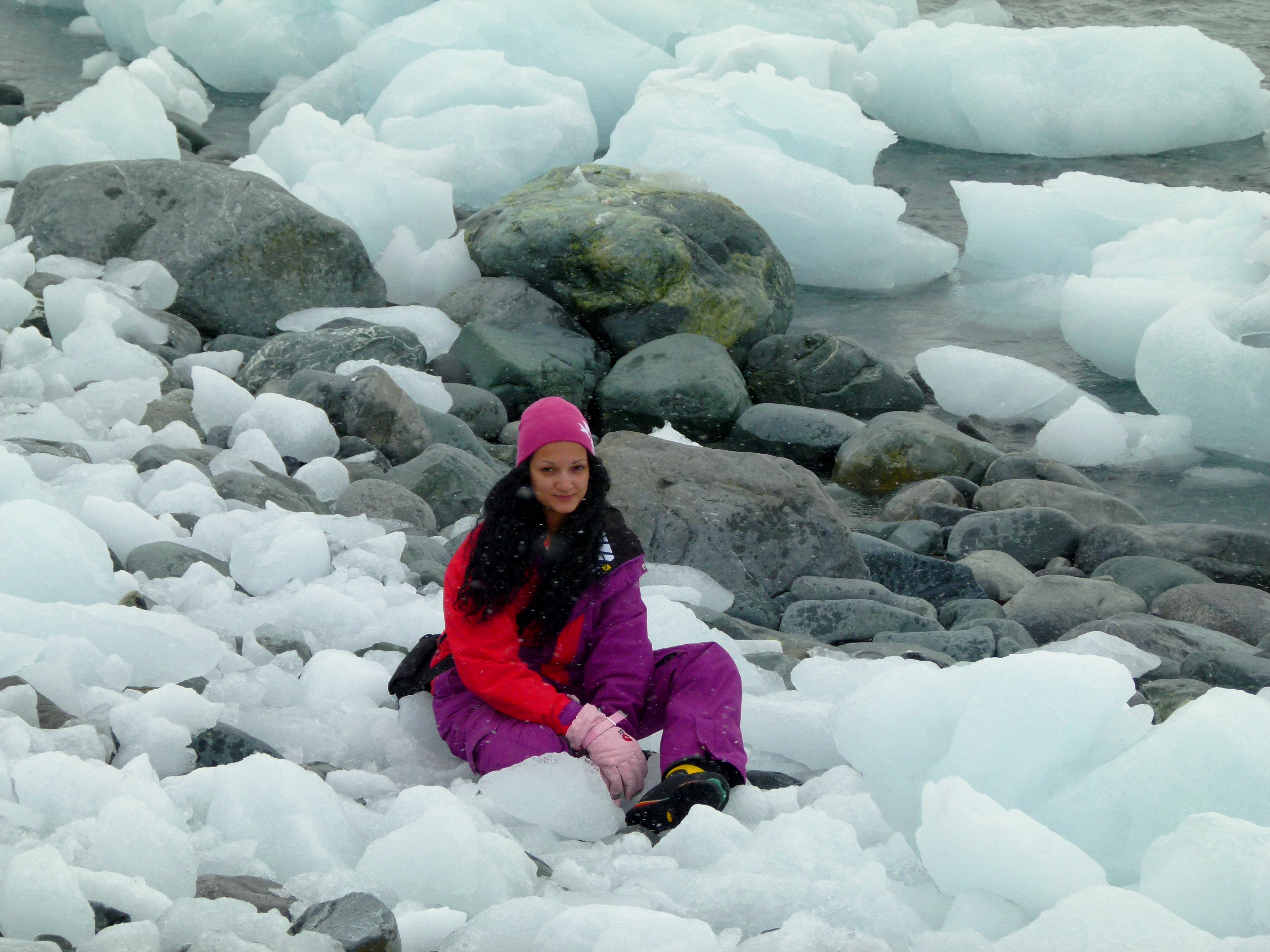
On Bulgarian Beach
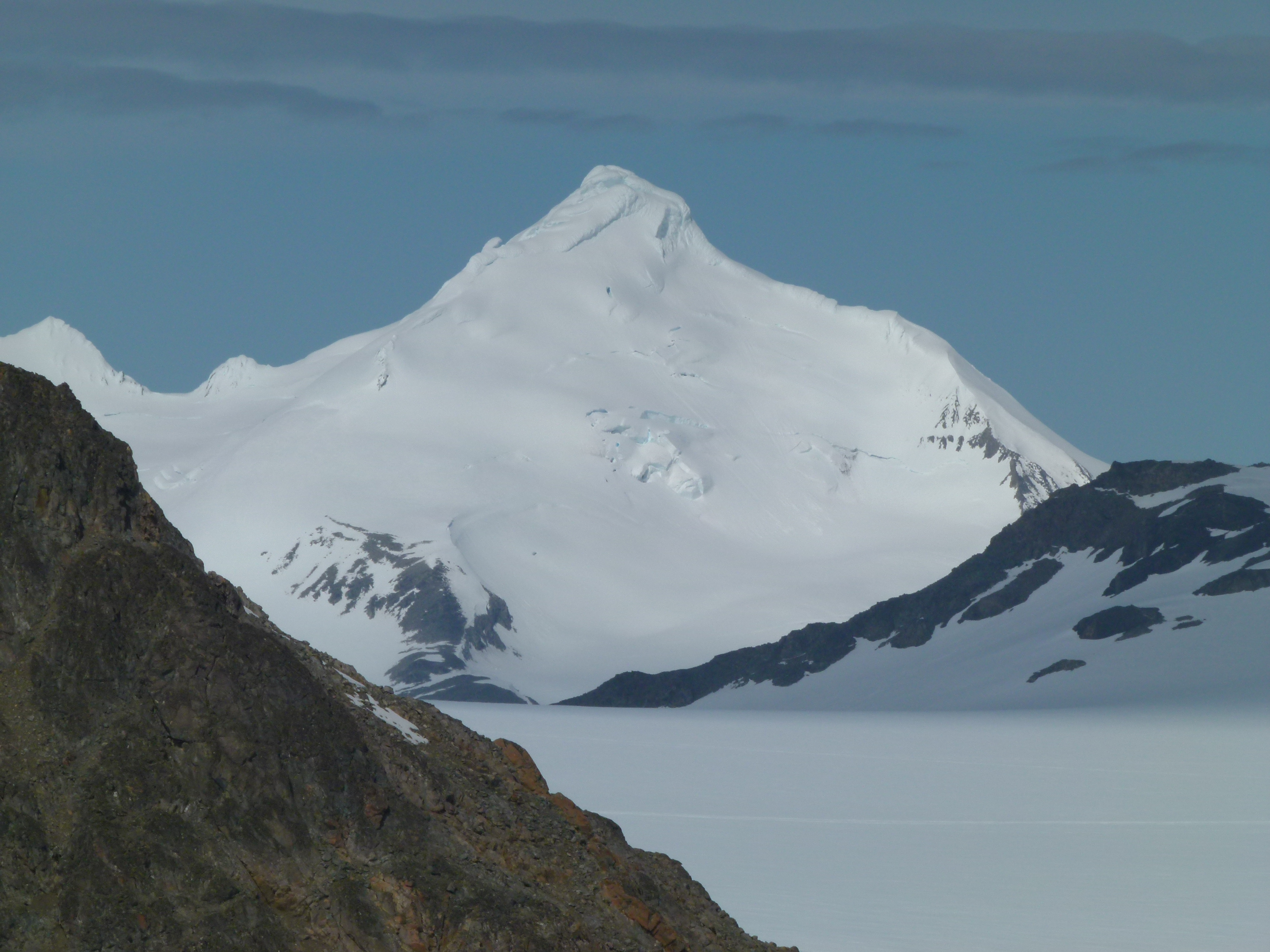
MacKay Peak

## Fordítás
- Ez a szócikk részben vagy egészben  a   Livingston Island című angol Wikipédia-szócikk ezen változatának fordításán alapul.  Az eredeti cikk szerkesztőit annak laptörténete sorolja fel. Ez a jelzés csupán a megfogalmazás eredetét és a szerzői jogokat jelzi, nem szolgál a cikkben szereplő információk forrásmegjelöléseként.

## Külső hivatkozások

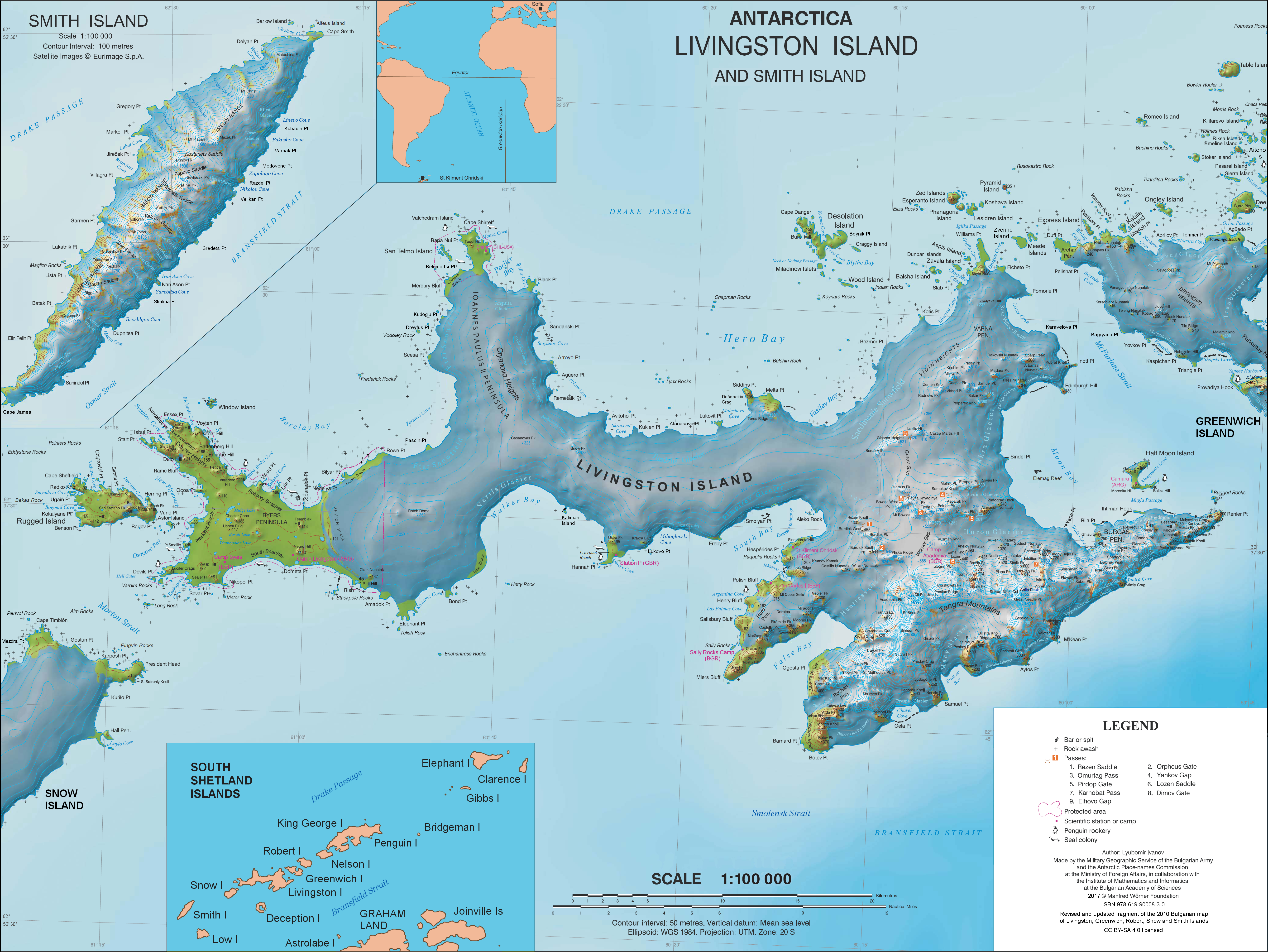
Topographic map of Livingston Island and Smith Island.

- Ivanov, L. General Geography and History of Livingston Island. In: Bulgarian Antarctic Research: A Synthesis. Eds. C. Pimpirev and N. Chipev. Sofia: St. Kliment Ohridski University Press, 2015. pp. 17-28. ISBN 978-954-07-3939-7
- Ivanov, L.L. Livingston Island: Tangra Mountains, Komini Peak, west slope new rock route; Lyaskovets Peak, first ascent; Zograf Peak, first ascent; Vidin Heights, Melnik Peak, Melnik Ridge, first ascent. The American Alpine Journal, 2005. pp. 312-315.
- Gildea, D. Mountaineering in Antarctica: complete guide: Travel guide. Primento and Editions Nevicata, 2015. ISBN 978-2-51103-136-0